# Nußdorf am Inn
Nußdorf am Inn (officially: Nußdorf a.Inn) là một đô thị ở huyện Rosenheim ở bang Bayern thuộc nước Đức.